# Billetmærke 26527
Billetmærke 26527 er en kortfilm fra 2002 instrueret af Emma Balcázar efter eget manuskript.

## Handling
En magisk realistisk fortælling om en alenemor; Laila,der med håbet om at finde den eneste ene, indrykker en kontaktannonce i avisen. Blandt mange breve får hun et fra en der virker som den perfekte mand. Lailas fantasi bliver tændt på brevene og hun fylder sin ensomhed med magiske kærlighedsforestillinger.